# 祖国母亲在召唤
祖国母亲在召唤（俄语：Родина-мать зовёт）是一座為紀念斯大林格勒战役而設立的雕像，位在俄羅斯伏尔加格勒馬馬耶夫山上。是由雕塑家叶夫根尼·维克多罗维奇·武切季奇及結構工程家尼古拉·尼基金所設計。於1967年完工，是當時最高的雕像。
雕像高85公尺，連底座重8000噸，本體為一右手持劍高舉，左手水平伸展的祖國母親。雕像曾於2008年入選俄羅斯七大奇蹟。

## 历史

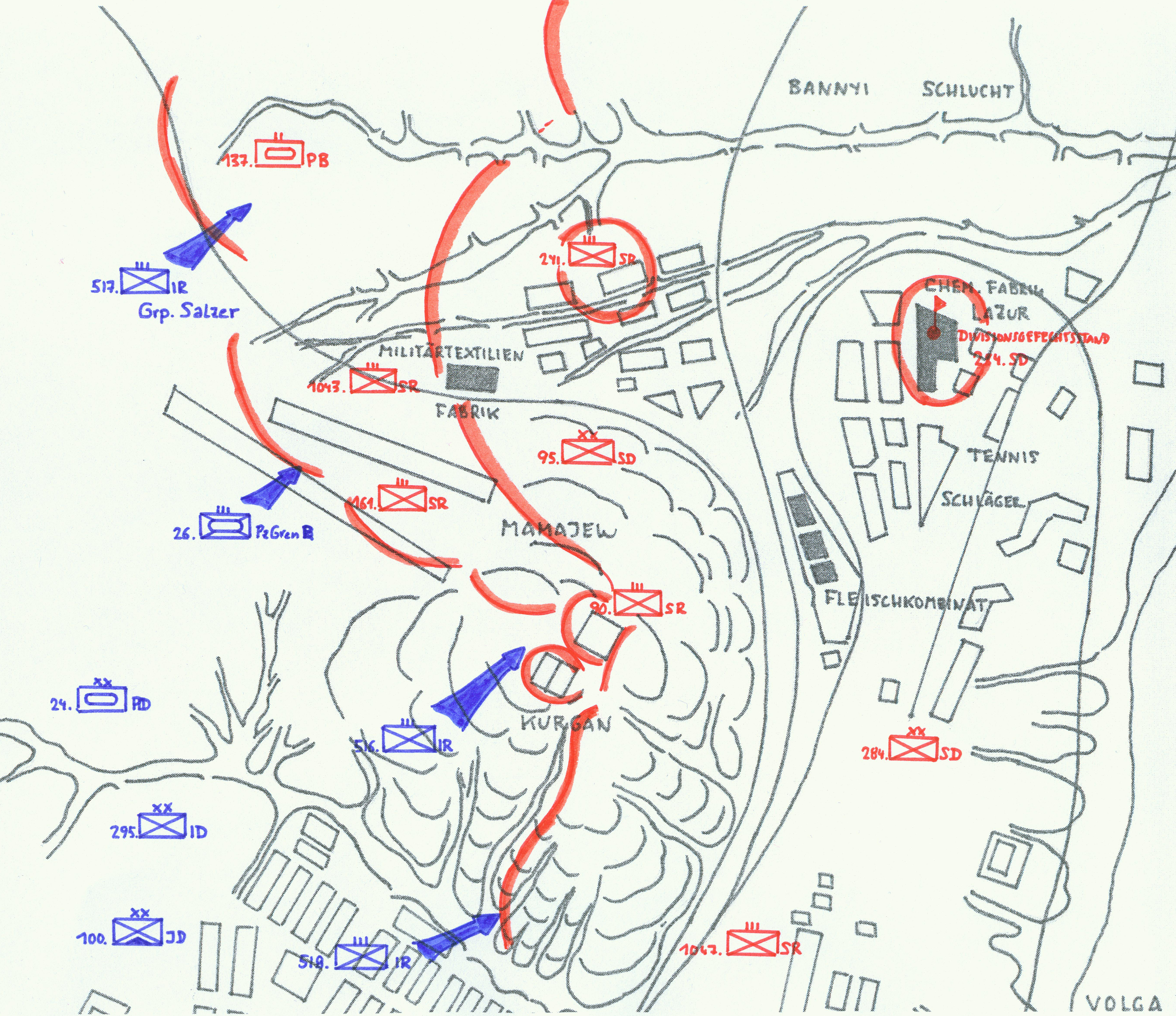
爭奪马马耶夫山岗的戰鬥

祖国母亲在召唤建立在俄羅斯伏尔加格勒馬馬耶夫山上，以纪念当时所发生的战斗。1942年9月13日，苏联內務人民委員部營預計德國第295步兵師將對該地區的戰壕和鐵絲網進行攻擊。随后丘伊科夫斯位於馬馬耶夫山的第62集團軍司令部遭到猛烈炮火襲擊，不得向后不轉移。1942年9月15日，柏林廣播電台報導了对這座山的佔領，隨後紅軍在馬馬耶夫山和中央車站進行了反擊，並奪回部分區域。9月19日，蘇軍防禦部隊得到了第112步兵師的增援。
1942年9月22日，德軍不得不用火焰噴射器重複前進，並向蘇聯第95和第112步兵團的戰壕和土掩體集中衝鋒，因為保盧斯認為這是即將對工業區發動進攻的不妥協先決條件。為此，德國空軍第24聯隊被動員起來提供支援。儘管在晴朗的天氣中進行了集中空襲，但紅軍的戰壕無法被摧毀，而紅軍又以迫擊炮、大炮和火箭發射器的火力作為回應。經過激烈的交火，第295步兵師的第516步兵連和第517步兵連的師慢慢地向南部山坡推進。只有新抵達的第1047、1045和284步槍團阻止了蘇軍的反攻。第516步兵連無法攻破山頂上蘇軍的防禦陣地，而第26裝甲擲彈兵團也在西坡阻滯不前。
1942年9月26日，國防軍第100獵兵師解救了遭受重創的第295步兵師，並加強了防禦力量。
9月27日，馬馬耶夫山的一半再次落入德軍手中，只有東坡由第蘇聯284步兵師頑強防守，戰鬥陷入僵局。
1942年9月27日戰鬥結束后，山上血淋淋的地面上到處都是砲彈坑和彈片：每平方米發現500到1250個金屬碎片。冬天，地面仍然是黑色的，雪在大火和爆炸中融化了。春天，山上一片漆黑，寸草不生。由於數月的猛烈炮擊和空中轟炸，以前陡峭的斜坡也被夷平。
隨著國防軍第6軍團於1943年2月2日在史達林格勒投降，马马耶夫山岗的戰鬥也隨之結束。據信蘇德雙方有30,000名士兵死於馬馬耶夫，德軍第295步兵師被成建制殲滅。

## 建筑

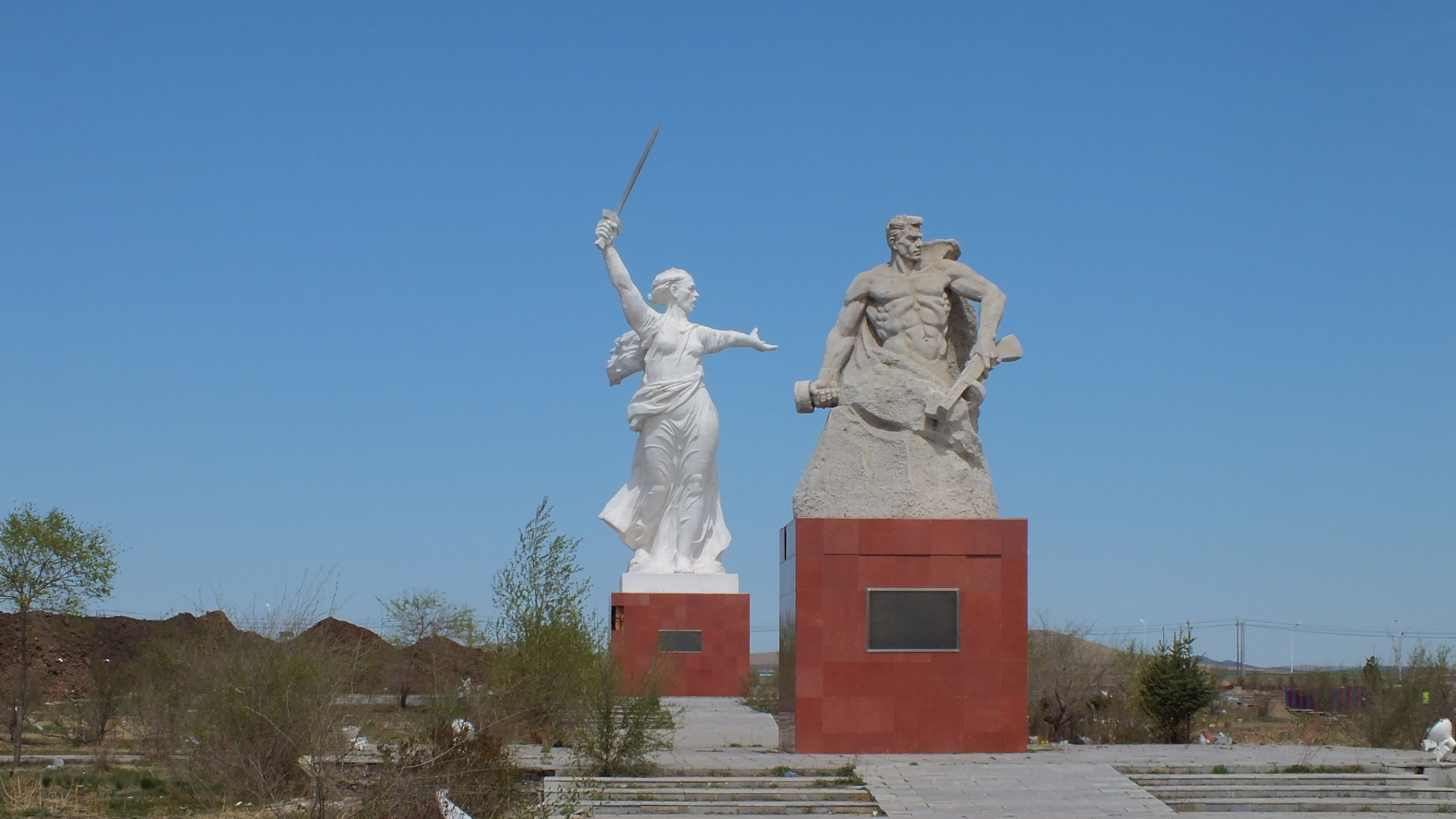
在中国满洲里的仿制雕塑

祖国母亲在召唤由雕塑家叶夫根尼·武切季奇（Yevgeny Vuchetich）和工程师尼古拉·尼基廷（Nikolai Nikitin）完成，这是一个85米（279英尺）高的女性雕像，她举起剑向前迈进。这座雕像是祖国的寓言形象，号召儿女击退敌人，重返战场。
从工程学的角度来看，《祖国母亲在召唤》非常复杂，因为其独特的姿势是右手高举剑，左手伸出，做出召唤的姿势。雕塑是空心的。空心雕像背后的技术基于预应力混凝土与钢丝绳的结合，这种解决方案也可以在尼基丁的另一件作品——莫斯科的奥斯坦金诺塔中找到。在内部，整个雕像由单独的单元或房间组成，就像建筑物中的房间一样。雕塑的混凝土墙厚25–30厘米（9.8–11.8英寸）。
纪念碑于1959年5月动工，于1967年10月15日竣工。它是创作时世界上最高的雕塑。纪念碑建筑群的主纪念碑的修复工作于1972年完成，当时剑被另一把完全由不锈钢制成的剑所取代。
武切季奇很可能雕刻了铁饼运动员尼娜·邓巴泽（Nina Dumbadze）的形象，以及他妻子维拉（Vera）的脸。人们还认为，这座雕像与巴黎凯旋门上的马赛曲的雕像有相似之处。
到了晚上，雕塑被泛光灯照亮。2018年，它作为名为“伟大胜利之光”的灯光秀的一部分被点亮，以纪念5月9日在俄罗斯举行的第72个胜利日。